# جزیره هندرسون (جزایر پیت‌کرن)
جزیره هندرسون (انگلیسی: Henderson Island سابقاً همچنین سان خوان بائوتیستا انگلیسی: San Juan Bautista و جزیره الیزابت انگلیسی: Elizabeth Island) یک جزیره غیر مسکونی و یک آب‌سنگ حلقوی مرجانی در اقیانوس آرام جنوبی است.
در سال ۱۹۰۲ هندرسون به مستعمره جزایر پیت‌کرن ضمیمه شد. و هم‌اکنون جزئی از سرزمین‌های فرادریایی بریتانیا می‌باشد .
این جزیره ۳۷٫۳ کیلومتر مربع (۱۴٫۴ مایل مربع) مساحت دارد و در ۱۹۳ کیلومتر (۱۲۰ مایل) شمالشرق جزیره پیت‌کرن واقع شده‌است.